# Medio Regno (Egitto)
Il Medio Regno è la fase della storia egizia che si colloca tra il 2055 a.C. ed il 1790 a.C. (o 1650 a.C se includiamo la XIII dinastia) e che corrisponde ad una ripresa dello stato unitario dopo la fase di frammentazione del potere seguita al crollo dell'Antico Regno.
Secondo la cronologia tradizionale basata sull'opera di Manetone comprende due dinastie di sovrani: l'XI e la XII.

## XI dinastia
La storia dell'XI dinastia è la storia della lotta di Tebe, e dei suoi governanti, per elevarsi da semplice capoluogo del suo nomo a città dominante su tutto l'Egitto.
Con il dissolvimento dell'unità statale seguito alla fine del Antico Regno, il dominio ed il titolo di Re dell'Alto e Basso Egitto passò da Menfi ad Eracleopoli.
I primi due sovrani elencati nella Lista di Karnak non assunsero mai, durante la loro vita, alcun titolo legato alla sovranità sull'Egitto nel suo complesso anche se Horo Tepia viene citato con i titoli regali nella lista di sovrani nota come Sala degli Antenati proveniente dal tempio di Karnak.
La vittoria definitiva su Eracleopoli giunse con Horo Wah-ankh e con Horo Samtawy, che riconquistò le regioni del delta del Nilo, occupate da genti provenienti dalla Libia e dalla penisola del Sinai, e riunificò l'Egitto dando inizio al periodo chiamato appunto Medio Regno.

## XII dinastia

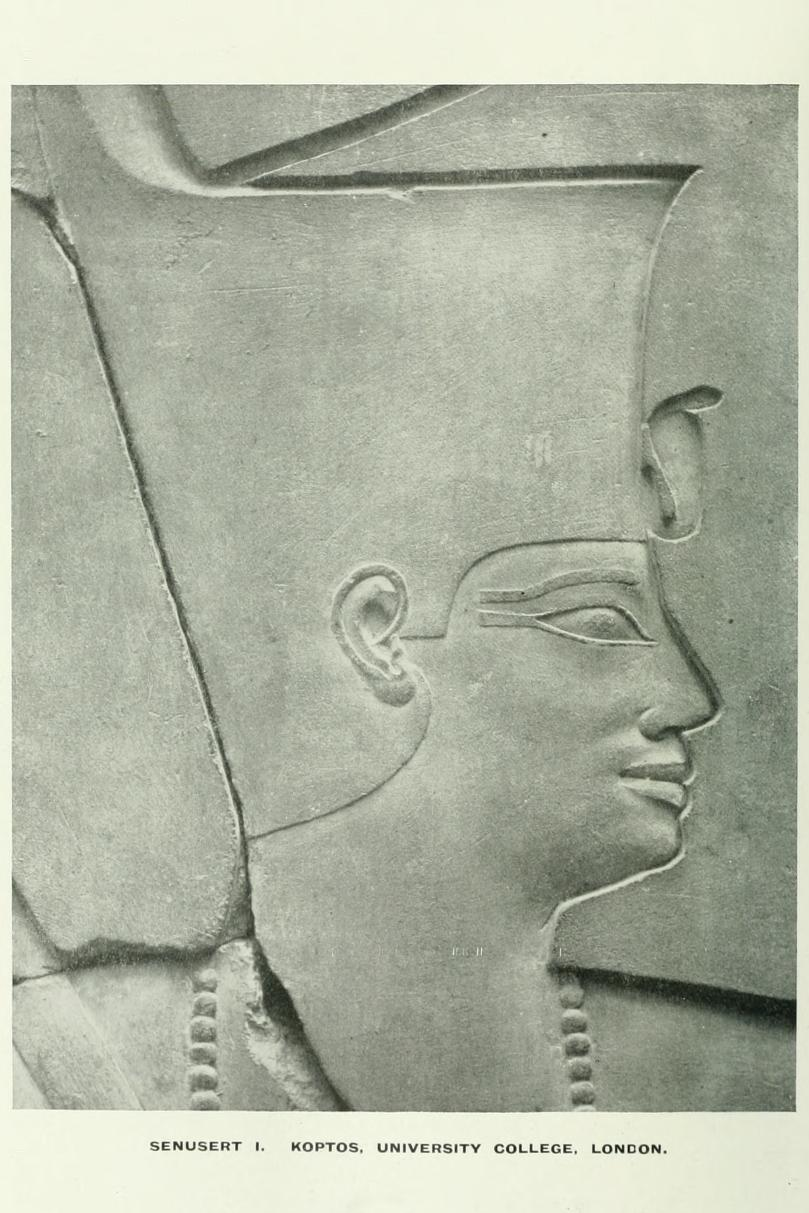
Rilievo raffigurante Sesostri I, sovrano della XII dinastia, con la corona del Basso Egitto.

La XII dinastia viene spesso identificata con il Medio Regno. Gli antenati dei sovrani di questa dinastia furono coloro che da semplici principi ereditari di Tebe seppero riconquistare il controllo di tutto l'Egitto.
Una volta giunti al potere i sovrani della XII dinastia, allo scopo di rinsaldare l'unitarietà dello stato, si impegnarono in una politica di ridimensionamento del potere dell'aristocrazia dei distretti, potere che era stato alla base della fine del Antico Regno. Per giungere a questo scopo venne modificata la stessa struttura amministrativa dell'Egitto sostituendo ai tradizionali 38 distretti tre grandi strutture amministrate da funzionari di nomina regia, sotto il controllo di un rilevante numero di ispettori itineranti.
Un grande sforzo venne fatto dai sovrani per risanare e rafforzare l'economia sia attraverso l'estensione della zona d'influenza in Nubia, che giungerà fino al grande emporio di Kerma nei pressi della terza cateratta, sia attraverso la bonifica del Fayyum e la messa a coltura di una grande estensione di nuove terre.
Nonostante tutti questi sforzi anche la XII dinastia, e con essa il regno medio, termineranno nuovamente in un periodo di sovrani deboli, XIII dinastia, e di conseguente anarchia, a tutto vantaggio della nobiltà dei distretti che tornerà spesso a governarli in modo autonomo.